# Таліабу
Таліабу (індонез. Pulau Taliabu; англ. Taliabu) — найбільший острів групи островів Сула (Молуккські острови, Південно-Східна Азія) в однойменному регентстві Таліабу (частина регентства Сулу) , розташований на межі морів Банда та Молуккського, що в Тихому океані, на схід від острова Сулавесі, входить до складу Індонезії.

## Географія

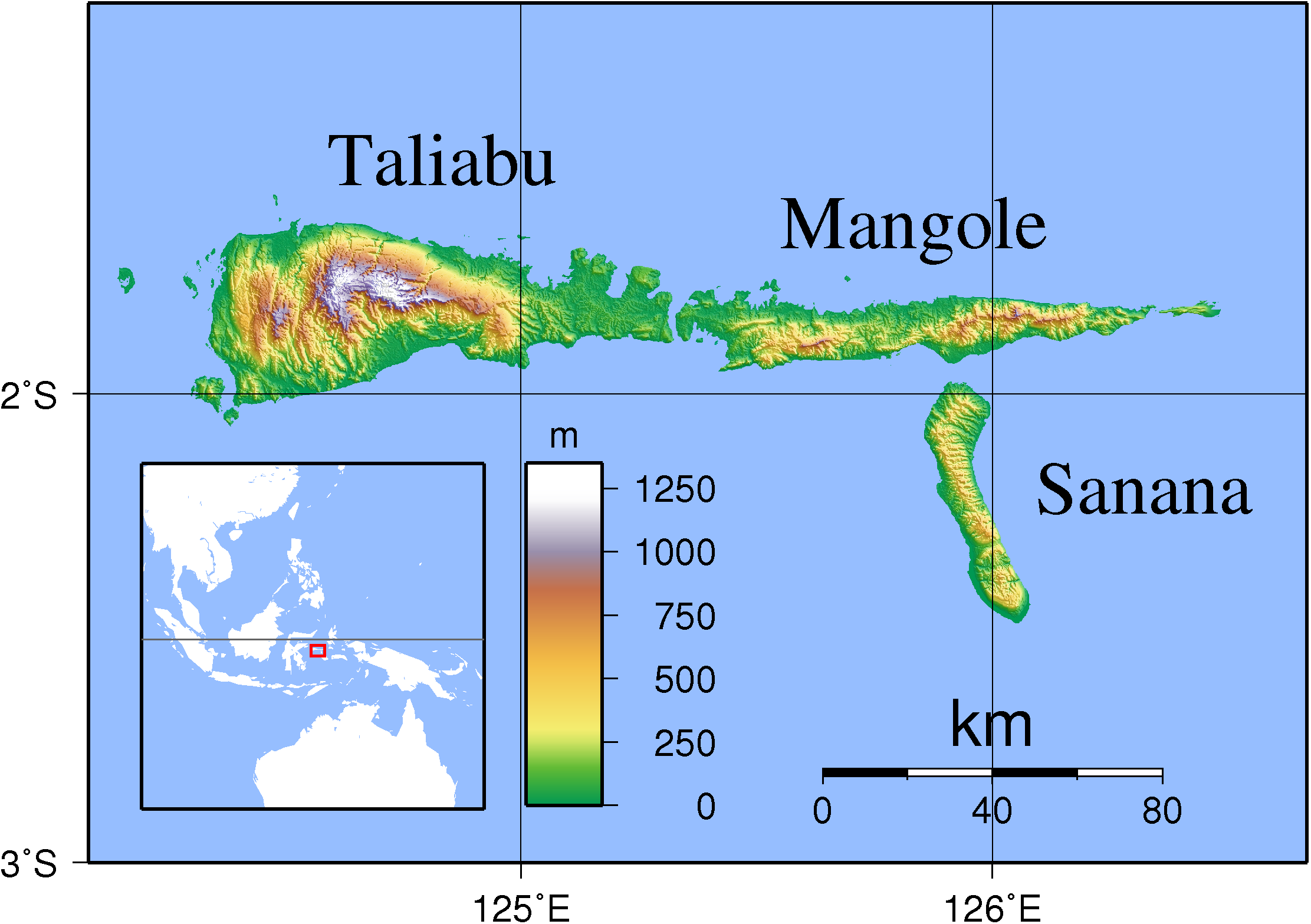
Карта острова Таліабу

Острів адміністративно належить до регентства Таліабу, провінції Північне Малуку. Розташований в крайній західній частині архіпелагу Молуккські острови, за 130 км на схід — південний схід від Східного півострова острова Сулавесі, за 620 км на захід від острова Нова Гвінея та за 730 км на північ від острова Тимор. На сході відділений вузькою протокою Капалулу, лежить острів Мангол (1228,5 км²), на південному заході — невеликий острів Сехо. Омивається водами морів: Банда — південне узбережжя, та Молуккського — північне. Острів простягся з заходу на схід на 105 км, при максимальній ширині близько 42 км. Має площу — 2913,3 км² (24-те місце в Індонезії та 166-те у світі), за іншими даними — 2900 км². Довжина берегової лінії — 410,5 км. Рельєф більшої частини острова гористий, з найвищими вершинами в західній та центральній частинах, з найбільшою заввишки до 1157 м. Тільки вздовж узбережжя, особливо східного, тягнеться вузька смуга поверхні, завширшки 6-18 км, з висотами до 100 м. Острів малозаселений, більша частина його покрита лісами.

## Населення
Вважається, що корінне населення Таліабу, походить зі східного Сулавесі і було етнічно та культурно схожим до населення островів Буру та Серам. Більшість сучасних жителів Таліабу є малайсько-полінезійського походження. Офіційна мова — індонезійська, але існують також місцеві мови, такі як талібо (названа на честь острова), яка належить до австронезійської мовної сім'ї. Попри те, що в минулому на острові панувала етнічна релігія, зараз зростає кількість людей, які сповідують іслам.

## Історія
Спочатку Таліабу належав султанату Терната. 1683 року він був колонізований Нідерландами. Після Другої світової війни, з 1949 року, Таліабу ввійшов до складу незалежної Індонезії. Спершу, він входив до складу провінції Малуку, а з 1999 року ввійшов до складу провінції Північне Малуку.

## Економіка
Особливе значення в народному господарстві острова мають плантації, лісове господарство та рибальство. Тут вирощується тютюн, кукурудза, сагова пальма та рис.